# Крадецът на книги (филм)
„Крадецът на книги“ (на английски: The Book Thief) е американско-германски драматичен филм от 2013 г. на режисьора Брайън Пърсивал. Сценарият, написан от Майкъл Петрони, е базиран на едноименния роман на Маркъс Зюсак от 2005 г.

## Актьорски състав
| Актьор       | Роля              |
| ------------ | ----------------- |
| Софи Нелис   | Лизел Мемингер    |
| Джефри Ръш   | Ханс Хуберман     |
| Емили Уотсън | Роза Хуберман     |
| Бен Шнецър   | Макс Вандербург   |
| Нико Лирш    | Руди Щайнер       |
| Роджър Алам  | Смърт (разказвач) |

## Награди и номинации
| Категория                              | Номиниран(и)                          | Резултат                    |
| Оскар (16 февруари 2014 г.)            | Оскар (16 февруари 2014 г.)           | Оскар (16 февруари 2014 г.) |
| -------------------------------------- | ------------------------------------- | --------------------------- |
| Най-добра филмова музика               | Джон Уилямс                           | номинация                   |
| Награда на БАФТА (14 февруари 2016 г.) |                                       |                             |
| Най-добра филмова музика               | Джон Уилямс                           | номинация                   |
| Златен глобус (12 януари 2014 г.)      |                                       |                             |
| Най-добра филмова музика               | Джон Уилямс                           | номинация                   |
| Сателит (23 февруари 2014 г.)          |                                       |                             |
| Най-добър дебют                        | Софи Нелис                            | награда                     |
| Най-добра филмова музика               | Джон Уилямс                           | номинация                   |
| Най-добра актриса в поддържаща роля    | Емили Уотсън                          | номинация                   |
| Сатурн (26 юни 2014 г.)                |                                       |                             |
| Най-добър екшън или приключенски филм  | Най-добър екшън или приключенски филм | номинация                   |
| Най-добра музика                       | Джон Уилямс                           | номинация                   |
| Най-добра актриса в поддържаща роля    | Емили Уотсън                          | номинация                   |
| Най-добър млад актьор                  | Софи Нелис                            | номинация                   |